# بازداشت فعالان محیط زیست در ایران
بازداشت فعالان محیط زیست در ایران اشاره به دستگیری و بازداشت شماری از فعالان محیط زیست در زمستان ۱۳۹۶ با اتهامات امنیتی در ایران است.

## پیشینه

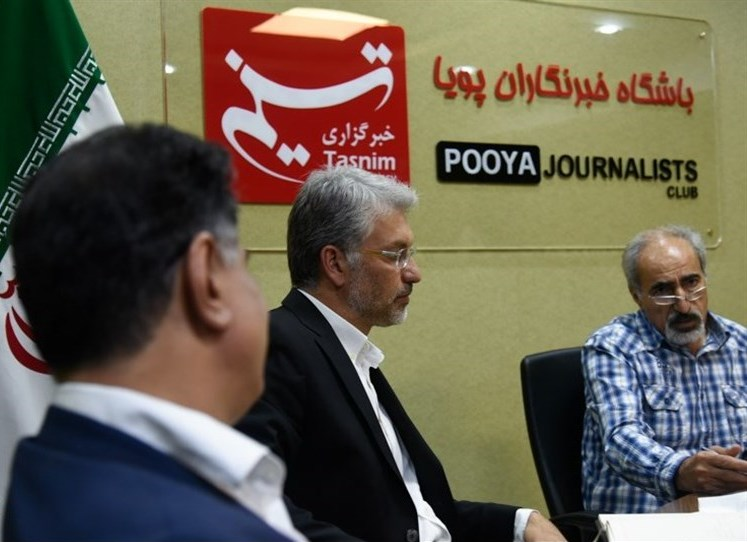
هومن جوکار (نفر دوم از راست)، یکی از بازداشت‌شدگان

قوانین نظام جمهوری اسلامی دارای ابهامات قانونی بسیاری در زمینه فعالیت‌های سازمان‌ها و فعالیت‌های مردم‌نهاد است. از این‌رو فعالیت‌های بازدارنده و آگاهی‌بخش فعالان حوزه محیط زیست در ایران گاهی ممکن است نوعی اقدام غیرقانونی تلقی شود. مطابق منشور فعالیت‌های مدنی سازمان‌های مردم‌نهاد (سمن‌ها) که در سایت اینترنتی رسمی سازمان محیط زیست ایران نیز بازنشر شده است، سمن‌ها «رابط میان مردم با دولت و حکومت» هستند. فلسفه حضور و حمایت از فعالیت‌های مردمی و سازمان‌های مردم‌نهاد در واقع همسوسازی مردم و دولت در اجرای برنامه‌های مورد نیاز جامعه است. در این منشور تأکید شده که به علت آسیب‌های اجتماعی فراوان در حوزه محیط زیست، حمایت و تقویت و سازماندهی مشارکت‌های مردمی امری گریزناپذیر است. در سند راهبردی چهارساله‌ای که سازمان محیط زیست در مرداد ۱۳۹۷ منتشر کرده است، چشم‌انداز و خط مشی دولت در ارتباط با اهمیت نقش فعالیت‌های مردمی و فراهم کردن زمینه برای مشارکت شهروندان در جامعه تبیین شده است. با این وجود در متن این سند در هیچ‌کجا به کلمه «آزادی» اشاره نشده است.
نقش «مشارکت و نظارت مردم» در قالب مفهوم توسعه پایدار برای اولین بار در دستورالعمل ۲۱ تعریف شد. این دستورالعمل حاصل کنفرانس زیست‌محیطی سازمان ملل در ریو دوژانیرو، در سال ۱۹۹۲ است. این دستورالعمل سرآغاز مهمی در ورود مفاهیم حوزه محیط زیست به سیاست و اقتصاد بود و بر آزادی فعالیت‌های سازمان‌های مردم‌نهاد تأکید ویژه داشت. در فصل ۲۳ این دستور کار آمده است که مردم نه تنها حق مداخله در زمینه محیط زیست را دارند، بلکه باید به تمامی اطلاعات محیط زیست و توسعه (که در اختیار مقامات دولتی است) دسترسی داشته باشند. از آنجا که مجموعه این داده‌ها و اطلاعات می‌توانند در تعیین سرنوشت مردم تأثیر بسیار مهمی داشته باشد. به ویژه اطلاع از تصمیمات و قوانینی که در حفظ سلامت زندگی آن‌ها و فرزندانشان به عنوان نسل آینده تأثیر بسیاری دارند.
موسسه تحقیقاتی لگاتوم با استفاده از اطلاعات رسمی سازمان اقتصاد جهانی و صندوق بین‌المللی پول، گزارشگران بدون مرز، گزارش‌های رسمی سازمان جهانی مدیریت پایدار و محیط زیست و اطلاعات دیگر، سالیانه بیش از ۱۷۰ کشور جهان را بر اساس شاخص رفاه رتبه‌بندی می‌کند. در این شاخص که هر سال منتشر می‌شود، فاکتور آزادی‌های فردی نیز لحاظ شده است. طبق گزارش‌های مؤسسه لگاتوم، در سال ۲۰۱۶ ایران در این رتبه‌بندی مقام ۱۱۷ را در میان ۱۷۰ کشور کسب کرد، در حالی که در سال ۲۰۱۴ رتبه ۱۰۷ را در اختیار داشت. به عبارتی، ایران ۱۰ پله نزول در تنها سه سال را شاهد بود. اما تنزل رتبه ایران در آزادی‌های فردی از این هم نومیدکننده‌تر است. در زمینه آزادی‌های فردی ایران شاهد تنزل از رتبه ۱۲۸ در سال ۲۰۱۴ به ۱۴۴ در سال ۲۰۱۷ بود.

### اعتراض به خشک‌شدن دریاچه ارومیه
از روزهای نخست شدت گرفتن روند خشک شدن دریاچه ارومیه اعتراضات علیه «واکنش ضعیف حکومت» در قبال این مشکل شکل گرفت. فقط در سال ۱۳۹۰ صدها تن در آذربایجان به‌خاطر اعتراض به این موضوع توسط نهادهای امنیتی حکومت بازداشت شدند. سازمان دیده‌بان حقوق بشر در واکنش به این بازداشت‌ها گفته است که در شهریور این سال، حکومت ایران به بازداشت و ارعاب فعالان و اعضای سازمان‌های حمایت از محیط زیست ادامه داده است. این فعالان اعتقاد داشتند که طرح‌های سدسازی و ساخت‌وسازهای اطراف دریاچه ارومیه باعث کاهش ورود آب به این دریاچه شده و در نتیجه، به روند خشک شدن آن را شدت بخشیده است. به گفته این فعالان محیط زیست، کاهش سطح آب و افزایش غلظت نمک دریاچه ارومیه، که بزرگ‌ترین دریاچه درون سرزمینی ایران و سومین دریاچه بزرگ آب شور جهان است، به حیات گیاهی و جانوری منطقه نیز صدمه زده و می‌تواند آسیب‌های دیگری از جمله بروز توفان‌های نمک را در پی داشته باشد. جو استورک، مدیر وقت بخش خاورمیانه دیده‌بان حقوق بشر، در خصوص این بازداشت‌ها گفته است: «دور جدید بازداشت‌ها در ایران نشان دهنده تحمل‌ناپذیری مقامات ایران در برابر هر نوع انتقادی است.» در پاسخ به این بازداشت‌ها خانواده فعالان محیط زیست بازداشت‌شده در روز ۱۳ فروردین ۱۳۹۰ (روز طبیعت) در مقابل زندان تبریز به نشانه اعتراض تجمع کرده‌اند.

### بازداشت
در سال‌های اخیر حکومت جمهوری اسلامی، فعالان زیست‌محیطی بسیاری به شکل دسته‌جمعی بازداشت و روانه زندان کرده است. بازداشت نزدیک به ۵۵ نفر از فعالان محیط زیست در شهرهای مختلف ایران در بهمن و اسفندماه ۱۳۹۶، نخست با بازداشت هفت نفر از فعالان محیط زیست، کلید خورد. هومن جوکار، امیرحسین خالقی، سام رجبی، طاهر قدیریان، نیلوفر بیانی، سپیده کاشانی، مراد طاهباز، کاووس سیدامامی، و عبدالرضا کوهپایه از جمله بازداشت‌شدگان بهمن‌ماه و اسفندماه سال ۹۶ به‌شمار می‌روند. شماری از بازداشت‌شدگان زمستان ۱۳۹۶، از مسئولان و همکاران مؤسسه «حیات وحش پارسیان» بودند و شماری دیگر از آن‌ها با مؤسسه «حافظان طبیعت لاوردین» همکاری داشتند. عیسی کلانتری ریاست وقت سازمان محیط زیست ایران در خرداد ۱۳۹۷ ضمن اینکه اعلام کرد شواهدی علیه این افراد وجود نداشته، خواستار آزادی فوری آن‌ها شد.
از مشهورترین فعالان محیط زیست منتسب به این سرکوب می‌توان از کاوه مدنی، کاووس سیدامامی و فرشید هکی همچنین برخی کارشناسان محیط زیستی شامل دستگیرشدگان و برخی مانند محسن اسلامی نیز اشاره کرد نام برد. کاوه مدنی، معاون پیشین سازمان حفاظت محیط زیست و محسن اسلامی استاد یار دانشگاه و کارشناس آلودگی‌های زیست محیطی از سمتشان استعفا داده و به تبعید خودخواسته رفتند.؛ کاووس سیدامامی به طرز مشکوکی فوت کرد. قوه قضائیه مرگ سیدامامی را «خودکشی در زندان» اعلام کرد ولی خانواده، همکاران و دوستان وی این ادعا را تکذیب کرده‌اند. سازمان عفو بین‌الملل مرگ کاووس سیدامامی را «مشکوک» خواند و رسماً از مسئولان حکومت ایران خواستار کالبدشکافی پیکر این استاد پیشین دانشگاه شد. در بخش دیگری از این گزارش با اشاره به موقعیت علمی فعالان زیست‌محیطی دستگیر شده و تحت تعقیب، عنوان‌ها علمی و فعالیت آنها را ذکر شده است، از جمله:
- طاهر قدیریان دانشمند جوان برگزیده سال ۲۰۰۸ یونسکو.
- نیلوفر بیانی کارشناس دفتر سازمان ملل.
- هومن جوکار رئیس پروژه بین‌المللی حفاظت از یوز ایرانی.
- سپیده کاشانی کارشناس نخبه دانشکده محیط‌زیست.
- امیرحسین خالقی فعال برجسته محیط زیست که توانست دامداران مناطق حفاظت شده را راضی کند دام‌های خود را از این مناطق بیرون ببرند.
- مراد طاهباز تاجری ایرانی دو تابعیتی که سرمایه خود را صرف حفاظت از حیات وحش ایران کرده است.
- محسن اسلامی (تحت تعقیب، اقامت در سوئیس) کارشناس نخبه شیمی محیط زیست و آلودگی‌های منابع آبی و استادیار دانشگاه که گزارش‌ها کارشناسی مربوط به آثار سوئ احداث سد گتوند از جانب اوست.
- کاوه مدنی دکترای محیط زیست و معاونت کل ریاست محیط زیست ایران.

## گمانه‌زنی در مورد علت دستگیری
در سال‌های اخیر حکومت جمهوری اسلامی، فعالان محیط زیستی بسیاری به شکل دسته‌جمعی بازداشت و زندانی شدند. مراجع قضائی حکومت، اتهام بیشتر آن‌ها را جاسوسی برای دولت بیگانه اعلام کردند. برخی از سازمان‌های حقوق بشری و فعالان حقوق‌بشر این ادعاها را بهانه‌ای برای سرکوب دانسته و نادرست خواندند. در ۱۳ فوریه ۲۰۱۸، عباس جعفری دولت‌آبادی دادستان وقت تهران، به خبرنگاران گفت که فعالان بازداشت‌شده در فاصله ژانویه و فوریهٔ ۲۰۱۸ به «استفاده از پروژه‌های محیط زیستی به عنوان پوشش برای جمع‌آوری اطلاعات راهبردی طبقه‌بندی‌شده» متهم هستند. در تاریخ ۱۲ فروردین ۱۳۹۷، رسانه کلمه وابسته به میرحسین موسوی و جنبش سبز، نوشت، احتمالاً «مخالفت فعالان محیط زیست با ایجاد پایگاه‌های موشکی سپاه پاسداران» در مناطق حفاظت شده علت اصلی متهم کردن آن‌ها به «جاسوسی» است. به گفته این رسانه، اسنادی را در اختیار دارد که این گمانه‌زنی را تأیید می‌کند. در این حال گزارش‌ها مربوط به چگونگی تصمیم‌گیری احداث سد گتوند، آثار زیست محیطی و شوری بیش از حد آن در گزارشی محرمانه از طرف مؤسسه حیات وحش میراث پارسیان توسط کارشناسان آن مؤسسه از جمله محسن اسلامی، امیر حسین خالقی و سام رجبی به دفتر رئیس‌جمهوری ارسال گردید.
مؤسسه حیات وحش میراث پارسیان که این فعالان در آن کار می‌کردند از نهاد خیریه کورپوریشین پنترا کمک دریافت کرده بود. پنترا که یکی از بزرگ‌ترین سازمان‌های خیریه برای حفظ گربه‌های وحشی و اکوسیستم آنها در سرتاسر جهان است، توسط توماس کاپلان، سرمایه‌گذار در فلزات گرانبها و میلیاردر آمریکایی تأسیس شده است. کاپلان در سپتامبر ۲۰۱۷، به‌طور غیرمنتظره‌ای در کنفرانس سالانه گروه اتحاد علیه ایران هسته ای حاضر شد و سخنرانی کرد. این فعالان محیط زیستی نسبت به پیوندهای کاپلان با اتحاد برای ایران هسته ای اطلاع نداشتند. اتحاد برای ایران هسته ای یک گروه ذی‌نفوذ جنگ‌طلب است که کارزار علیه توافق هسته ای ایران را رهبری کرد و در قبال ایران مروج یک سیاست تهاجمی برای آمریکا است. کاپلان در سخنرانی کوتاه خود پنلی از سخنرانان از جمله دیوید پترائوس اداره کننده اسبق سیا و ترکی الفیصل رئیس سابق اطلاعات عربستان سعودی را معرفی کرد و در بیانات خود ایران را یک «مار پایتون شبکه وار» توصیف کرد که در حال بلعیدن کشورهای دیگر خاورمیانه است. این نشست کمتر از یک سال پس از روی کار آمدن دونالد ترامپ به ریاست جمهوری آمریکا که با وعده سخت‌گیری بر ایران انتخاب شده بود، اقدامی هشداردهنده برای رهبری ایران بود. مقامات مؤسسه حیات وحش میراث پارسیان، اندکی پس از این نشست در نامه ای فوری به لوک هانتر، رئیس پنترا، نسبت به کاپلان ابراز نگرانی کردند و سعی کردند از سازمانی چون پنترا که از سوی کاپلان تأمین مالی می‌شود فاصله بگیرند. هانتر تا پس از بازداشت فعالان این نامه را به رهبری ارشد پنترا منتقل نکرد. کاوه مدنی می‌گوید «با این که نمی‌دانم دقیقاً به فعالان حیات وحش میراث پارسیان در زندان چه گذشت، حدس می‌زنم در بازجویی‌ها مکرراً با یک سؤال ناراحت‌کننده مواجه شده باشند: چرا حفظ یوزها در ایران این قدر برای یک میلیاردر یهودی آمریکا که بودجه یک سازمان ضد ایرانی را تأمین می‌کند مهم است؟» سایت‌های خبری مرتبط با حکومت نیز در مورد ارتباط فعالان با خود کاپلان گمانه زنی کردند.

### نظر رئیس سازمان محیط زیست ایران
در خرداد ۱۳۹۷ عیسی کلانتری، رئیس وقت سازمان محیط زیست ایران در واکنش به بازداشت گسترده فعالانی که از زمستان ۱۳۹۶ به بعد دستگیر شدند و در مصاحبه‌ای با خبرگزاری جمهوری اسلامی گفت که «یک کمیته چهار نفره» از دولت به این نتیجه رسیده است که شواهدی علیه این فعالان حیات وحش که به «اتهام جاسوسی» بازداشت شده‌اند، وجود ندارد. عیسی کلانتری افزود که به نظر او آن‌ها بدون ارتکاب به جرم بازداشت شدند. کلانتری از وجود یک طیف قدرتمند به گفته او «گروه فشار» در حکومت ایران سخن گفت که به ادعای او «قدرت بسیاری دارند» ولی اساساً «اهل گفتگو» نیستند. هومن جوکار، امیرحسین خالقی، سام رجبی، طاهر قدیریان، نیلوفر بیانی، سپیده کاشانی، مراد طاهباز و کاووس سیدامامی از جمله فعالانی بودند که در اوایل بهمن‌ماه ۱۳۹۶ دستگیر شدند. دو هفته بعد از بازداشت به خانواده کاووس سیدامامی اعلام شد که او در زندان «خودکشی» کرده است ادعایی که با تردید گسترده روبرو شد.
۱۲ مهر ۱۳۹۹ عیسی کلانتری، رئیس سازمان محیط زیست، در گفتگو با روزنامه آرمان ملی گفت: «نهادهای امنیتی به ما هشدار دادند که حق ندارید در پرونده فعالان محیط زیست دخالت کنید.» و در ادامه گفت: «ما پیگیری کردیم، ولی به ما گفتند به شما ربطی ندارد و شما در کار ما دخالت نکنید. وقتی آنها به ما می‌گویند این افراد جاسوس هستند، حتماً دلیل و مستنداتی دارند که در حوزه محیط زیست نیست.»

### نظر وزارت اطلاعات ایران
از نظر وزارت اطلاعات، این افراد جاسوس نیستند و مرتکب هیچ جرمی نشده‌اند؛ وزیر اطلاعات ایران نیز در دیدار با نمایندگان مجلس اعلام کرده این وزارتخانه هیچ دلیلی برای جاسوسی فعالان محیط زیست بازداشت شده نیافته است.

## اتهامات و دادرسی

### اتهام جاسوسی
۲۱ بهمن ۱۳۹۷ جعفری دولت‌آبادی دادستان تهران از دستگیری چند فعال محیط زیست متهم به «جاسوسی» خبر داد. غلامحسین اسماعیلی رئیس دادگستری استان تهران در اینباره گفت: «جمعی از کسانی که اطلاعاتی را جمع‌آوری می‌کردند و به بیگانگان می‌دادند، شناسایی شدند و برخی دستگیر شدند و برخی هم ممکن است در آینده دستگیر شوند. پرونده در مرحله اولیه است و جزئیات قابل بیان نیست. از سوی دیگر عضو فراکسیون محیط‌زیست مجلس اعلام کرد بعد از شنیدن اخبار مختلف دربارهٔ بازداشت فعالان محیط‌زیست در حال پیگیری وضعیت این بازداشت‌ها است.»

### اتهام فساد فی‌الارض
در تاریخ ۲۰ آبان ۱۳۹۷ غلامحسین محسنی اژه‌ای سخنگوی وقت قوه قضائیه ادعا کرد که اتهام فعالان محیط زیست می‌تواند از «جاسوسی» تا «فساد فی‌الارض» افزایش یابد. محسنی اژه‌ای، سخنگوی قوه قضاییه در صد و سی و سومین نشست خبری‌اش است که روز یک‌شنبه ۲۰ آبان برگزار شد، گفت: «عنوان اتهامی ابتدایی این افراد در پرونده محیط زیست، جاسوسی بوده که این عنوان اتهامی مطابق قانون می‌تواند تا حد افساد فی‌الارض باشد. برخی نهادها می‌گفتند این افراد جاسوس نیستند. گزارش استخراج شده به ستاد کل نیروهای مسلح رفت و ابزار آنها مورد بررسی قرار گرفت. بر اساس گزارش ستاد کل نیروهای مسلح، اقاریر این افراد و خسارت‌های وارده این اتهامات مشمول افساد فی‌الارض قرار گرفت»
۲۱ بهمن ۱۳۹۷ جعفری دولت‌آبادی دادستان تهران از دستگیری چند فعال محیط زیست متهم به «جاسوسی» خبر داد. غلامحسین اسماعیلی رئیس دادگستری استان تهران در اینباره گفت: «جمعی از کسانی که اطلاعاتی را جمع‌آوری می‌کردند و به بیگانگان می‌دادند، شناسایی شدند و برخی دستگیر شدند و برخی هم ممکن است در آینده دستگیر شوند از جمله این افراد کاوه مدنی، محسن اسلامی و فرشید هکی می‌توان اشاره کرد. پرونده در مرحله اولیه است و جزئیات قابل بیان نیست. از سوی دیگر عضو فراکسیون محیط‌زیست مجلس اعلام کرد بعد از شنیدن اخبار مختلف دربارهٔ بازداشت فعالان محیط‌زیست در حال پیگیری وضعیت این بازداشت‌ها است.»

### اتهام قوم‌گرایی و تجزیه‌طلبی
فعالان محیط زیست در ایران با اتهام‌های امنیتی گوناگونی از جانب دستگاه‌ها و مقامات ارشد جمهوری اسلامی مواجه شدند. یکی از آن‌ها تجزیه‌طلبی و قوم‌گرایی است. سال‌ها فعالان محیط زیست استان‌های آذربایجان شرقی و غربی برای حمایت از احیای دریاچه ارومیه به فعالیت‌های تجزیه‌طلبانه و قوم گرایی متهم شده‌اند. این اتهامات برای برخی از معترضان عربِ خوزستانی نیز در سال‌های اخیر تکرار شد. اتهام مشابهی محدودیت‌های زیادی را برای گروه‌ها و کمپین‌های محیط زیستی کرد، به ویژه در کردستان و سنندج به‌وجود آورد.

### دادگاه
در بهمن ماه سال ۱۳۹۷ پنج جلسه دادگاه در مورد این پرونده تشکیل شد که قاضی صلواتی رئیس دادگاه بود. این دادگاه‌ها غیر علنی است و متهمان اجازه داشتن وکیل تعیینی به اختیار خود را ندارند، با این وجود آن‌ها حتی نتوانسته‌اند با وکلای تحمیلی قوه قضاییه دیدار نمایند. پرونده فعالان محیط زیست یازده متهم دارد که همگی با اتهام جاسوسی و چهار نفر با اتهام فساد فی‌الارض روبرو هستند. با این حال احکام مربوط به آنها صادر شده است که در این بین احکام به صورت حضوری یا غیابی به متهمان ابلاغ گردیده است. در برخی نیز دادگاه، پرونده‌ها را به صورت جداگانه مورد بررسی قرار داده و احکام خود را صادر کرده بود.

### اعترافات اجباری
- نیلوفر بیانی، یکی از بازداشت‌شدگان، تحت شدیدترین فشارهای روحی و جسمی و همچنین تهدید به شکنجه‌های فیزیکی و جنسی برای بیان اعترافات اجباری توسط بازجویان سازمان اطلاعات سپاه قرار گرفته است.[۲۳]
- بر روی جسد کاووس سیدامامی، یکی از بازداشت‌شدگان که ۱۹ بهمن ۱۳۹۶ در زندان اوین درگذشت، آثار کبودی بر روی بدن و جای تزریق پوستی وجود داشته است؛ همچنین او برای اعترافات اجباری تحت فشار بوده است.[۲۳][۲۴]

## احکام و زندان
در روز سه‌شنبه ۲۹ بهمن ۱۳۹۸، علی‌رغم تمام انتقادها و واکنش‌های بین‌المللی و جهانی ۸ فعال محیط زیستی زندانی بعد از گذشت بیش از ۲ سال از بازداشت آنها به ۵۸ سال زندان محکوم شدند. مراد طاهباز و نیلوفر بیانی به اتهام «همکاری با آمریکا» به ۱۰ سال زندان، هومن جوکار و طاهر قدیریان به اتهام «همکاری با آمریکا» به ۸ سال زندان، سام رجبی، سپیده کاشانی و امیرحسین خالقی حمیدی به اتهام «جاسوسی» به ۶ سال زندان و عبدالرضا کوهپایه به اتهام «اجتماع و تبانی به قصد اقدام علیه امنیت» به ۴ سال زندان محکوم شدند.
یک فروردین ۱۳۹۹ ایرنا از عفو برخی زندانیان سیاسی خبر داد. شهناز اکملی، امیر نوری و عبدالرضا کوهپایه، فعال محیط زیست از جمله افرادی بودند که مشمول عفو شدند.
نوزدهم فروردین ۱۴۰۳ اعلام شد که هومن جوکار، سپیده کاشانی، نیلوفر بیانی و طاهر قدیریان مشمول عفو عید فطر شده‌اند و به‌زودی آزاد خواهند شد.
نیلوفر بیانی و هومن جوکار در تاریخ ۲۰ فروردین و طاهر قدیریان و سپیده کاشانی یک روز بعد در تاریخ ۲۱ فروردین ۱۴۰۳ آزاد شدند.

## واکنش‌ها

### شخصیت‌ها
- نرگس محمدی فعال حقوق بشر و زندانی سیاسی در تاریخ ۲۰ اردیبهشت ۱۳۹۷ با انتشار یادداشتی از زندان به بازداشت فعالان محیط زیست واکنش نشان داد. او در این یادداشت دلیل بازداشت گسترده فعالان محیط‌زیست را عدم تحمل فعالیت مدنی و مسالمت‌آمیز توسط نظام جمهوری اسلامی دانست. محمدی در این یادداشت اظهار کرد که «عامل فروپاشی جامعه ایران» در وهله نخست «استبداد حکومتی» است و نه دخالت‌های خارجی.[۳۲]
- مایکل پیج، معاون مدیر بخش خاورمیانه سازمان دیده‌بان حقوق بشر در مورد اتهامات وارده به فعالان محیط زیست گفت: «به نظر می‌رسد قوه قضائیه ایران بدون توجه به جنبه مضحک اتهامات و همچنین نقض حق متهمان برای برخورداری از وکیل منتخبشان، مصمم به پیگیری اتهاماتی جدی علیه فعالان محیط زیست است.» او همچنین نسبت به عدم برگزاری دادگاه «منصفانه» برای متهمان ابراز نگرانی کرد.[۹]
- جاوید رحمان، گزارشگر ویژه سازمان ملل متحد در امور حقوق بشر ایران، روز چهارشنبه دوم آبان‌ماه ۱۳۹۷، در کنفرانسی خبری به پرسش‌های خبرنگاران پاسخ داد. او در مورد وضعیت فعالان محیط‌زیست زندانی در ایران ابراز نگرانی کرد. علاوه بر آن او قانون حجاب اجباری برای زنان ایران را نقض حقوق بشر و قوانین بین‌الملل دانست. او در پاسخ به سؤالی، در مورد وضعیت فعالان محیط‌زیست بازداشت‌شده در ایران، ضمن ابراز نگرانی پاسخ داد: «در ایران، گروه‌هایی هستند که من نگران وضعیت آن‌ها هستم و یکی از این گروه‌ها، فعالان محیط‌زیست‌اند.»[۳۳]
- در تاریخ ۲۳ نوامبر ۲۰۱۸، ۳۴۶ تن از فعالان جهانی محیط زیست در طی نامه‌ای سرگشاده از مقامات ایران خواستار رفع اتهام جاسوسی فعالان محیط زیست شدند. امضاکنندگان این نامه سرگشاده شامل استادان دانشگاه، فعالان محیط‌زیست، کارشناسان و پژوهشگران حیات‌وحش از سراسر جهان، در نامه‌ای سرگشاده به علی خامنه‌ای، رهبر جمهوری اسلامی ایران، ضمن حمایت و گواهی دادن به بی‌گناهی فعالان محیط‌زیستی بازداشت‌شده، خواستار رعایت عدالت و انصاف، برگزاری دادگاه عادلانه و دسترسی به وکیل مدافع برای آنان شدند. این فعالان محیطزیست در این نامه گواهی داده‌اند که رفتار این کارشناسان محیط‌زیست و حیات‌وحش همیشه تابع بالاترین معیارهای اخلاقی ممکن بوده است. در این نامه که به امضا ۸ محقق طراز اول جهان، ۸۷ پرفسور و استاد دانشگاه، ۱۳۴ محقق و ۱۱۷ کنشگر از ۷۰ کشور جهان رسیده است، ضمن شهادت به بی‌گناهی این فعالان محیط‌زیستی، گواهی داده‌اند که از آنجا که دلیل اصلی اتهام فساد فی‌الارض و جاسوسی متهمان، استفاده از تجهیزات مرسوم به پایش و مشاهده حیات وحش است، این ابزارآلات به هیچ‌وجه امکان جاسوسی را برای هیچ متخصصی فراهم نمی‌کند. در بین این امضاکنندگان این نامه، نام افرادی همچون جین گودال سفیر صلح سازمان ملل در موضوع حفاظت از محیط‌زیست دیده می‌شود. این امضاکنندگان ضمن درخواست برگزاری دادگاه شفاف برای این افراد، اعلام کردند که آماده‌اند تا شخصا در این مورد در دادگاه شهادت بدهند.[۳۴]
- در تاریخ ۴ تیرماه ۱۳۹۸ مصادف با ۲۵ ژوئن ۲۰۱۹ و هفته محیط زیست، تعداد ۱۰۱ تن از استادان دانشگاه و اعضای هیئت علمی اهل ایران در نامه‌ای اعتراضی به ابراهیم رئیسی ریاست وقت قوه قضائیه جمهوری اسلامی ایران، خواستار آزادی فعالان محیط زیست زندانی شدند. در این نامه اشاره شده که بیش از ۵۰۰ روز از بازداشت موقت این فعالان می‌گذرد. نویسندگان این نامه، این فعالان محیط زیست را شماری از «خوشنام‌ترین کارشناسان و فعالان محیط زیست ایران» خطاب کردند و خواستار آزادی آنها شدند. امضاکنندگان نامه، به‌طور اخص به زندانی بودن چند تن از متخصصان حیات وحش ایران اشاره کرده و خدمات آنان را یادآور شده‌اند. در این نامه سرگشاده آمده است:

در میان بازداشت‌شدگان، متخصصان توانمند و شناخته شده حوزه حیات وحش کشور نظیر طاهر قدیریان، امیرحسین خالقی و هومن جوکار حضور دارند که سال‌هاست در راه خدمت به میهن و حفاظت از طبیعت این مرز و بوم تلاش کرده و در بسیاری از طرح‌های حفاظتی گونه‌های در معرض خطر انقراض با همکاری ادارات کل محیط زیست استان‌ها و دانشگاه‌ها نقش تأثیرگذار و تعیین‌کننده‌ای در بقای آنها داشته و همچنین در تمام سال‌های خدمت خود به طبیعت این سرزمین، به‌عنوان الگوی تلاش خالصانه برای آبادانی وطن، موجب ایجاد انگیزه و امید در دل نسل جوان و دانشجویان محیط زیست ایران شده‌اند.— ۴ تیرماه ۱۳۹۸، جمعی از استادان دانشگاه و پژوهشگران اهل ایران، در نامه‌ای سرگشاده به ابراهیم رئیسی
رونوشتی از این نامه برای عیسی کلانتری، رئیس سازمان حفاظت محیط زیست، فرستاده شده است.
- در تاریخ ۶ فوریه ۲۰۱۹، تعداد ۲۶ تن از اعضای پارلمان اروپا با ارسال نامه‌ای اعتراضی خطاب به حسن روحانی رئیس‌جمهور وقت، خواستار آزادی فعالان محیط زیست زندانی شدند. امضاکنندگان این نامه، خواستار آزادی فوری و بی‌قیدوشرط این فعالان محیط‌زیست و لغو احکام صادره شدند. آنها در این نامه، نگرانی شدید خود را نسبت به آنچه نقض حقوق این فعالان زندانی عنوان شد، ابراز کرده‌اند. همچنین این اعضای پارلمان اروپا به محاکمه متهمان پرونده یاد شده در روز ۳۰ ژانویه در ایران اعتراض کرده‌اند. محاکمه‌ای که پشت درهای بسته صورت گرفت.[۳۶]
- در فروردین ۱۳۹۹ لئوناردو دی‌کاپریو، ستارهٔ هالیوود، در یک پست اینستاگرامی از حبس مدافعان محیط زیست در ایران ابراز نگرانی کرده و خواستار آزادی آنها شد.[۳۷]

### بین‌المللی
- سه‌شنبه ۲۹ بهمن ۱۳۹۸ وزارت خارجه آمریکا: «قوه قضاییه ایران ۸ فعال محیط زیست و حیات وحش را پس از بیش از ۲ سال بازداشت به ۲ تا ۱۰ سال زندان محکوم کرده است. این احکام در حالی صادر شده‌اند که وزارت اطلاعات اعلام کرده بود هیچ‌یک از بازداشت شدگان را جاسوس نمی‌داند و رئیس سازمان محیط زیست هم گفته بود سندی علیه آنها وجود ندارد.»[۳۸]
- جمعه ۱ فروردین ۱۳۹۹ اینگر اندرسون، مدیر برنامه محیط زیست سازمان ملل، به مناسبت سال جدید و نوروز خواستار آزادی کارشناسان محیط‌زیست زندانی در ایران شد.[۳۹]
- روز پنجشنبه ۲۵ دی ۱۳۹۹ اینگر اندرسن، معاون دبیرکل سازمان ملل متحد و مدیر اجرایی برنامه محیط زیست آن سازمان در توییتر نوشت: «۱۴ ژانویه سومین سال زندانی شدن نیلوفر بیانی، همکار سابق برنامه محیط زیست سازمان ملل و فعال محیط زیست زندانی، در ایران است.» وی ادامه داد: «من کماکان خواستار بخشودگی همه آنها و بازگشت ایمن آنها نزد خانواده‌های‌شان هستم.»[۴۰]

### سازمان‌ها
- در تاریخ ۶ مارس ۲۰۱۹ دفتر محیط زیست سازمان ملل متحد نسبت به وضعیت فعالان محیط زیست اهل ایران واکنش نشان داد. این نهاد بین‌المللی با انتشار بیانیه‌ای از وضعیت هشت فعال زندانی محیط زیست در ایران ابراز نگرانی کرده است و خواستار برگزاری دادگاهی «منصفانه و مستقل» برای آنان شد. این سازمان ابراز کرده است که نگرانی‌هایش از وضعیت فعالان محیط زیست را با مقامات حکومت ایران در میان گذاشته است.[۴۱]
- سازمان دیده‌بان حقوق بشر روز جمعه ۲۶ اکتبر ۲۰۱۸، برابر با ۴ آبان ۱۳۹۷، ضمن هشدار نسبت به سرنوشت فعالان ایرانی محیط زیست که در این تاریخ در بازداشت به سر می‌برند خواستار آزادی فوری آن‌ها شد. بنا به اعلام سازمان دیده‌بان حقوق بشر این افراد با اتهاماتی روبرو هستند که می‌تواند منجر به صدور حکم اعدام برای آن‌ها شود. این سازمان از مقامات ایران خواسته است اگر نمی‌توانند شواهد کافی در ارتباط با اتهاماتشان ارائه کنند، آن‌ها را فوراً آزاد کنند.[۹]
- در ۱۵ خرداد ۱۳۹۸ سازمان عفو بین‌الملل هم‌زمان با روز جهانی محیط زیست از حکومت و مقامات ایران خواست تا ۸ فعال محیط زیست ایران را که از سال پیش در زندان به‌سر می‌برند، سریعاً آزاد کنند. این سازمان با انتشار بیانیه‌ای گفته: آنها «زندانیان عقیدتی» هستند و اتهاماتی هم که متوجه‌شان شده، «مربوط به فعالیت‌های زیست‌محیطی‌شان، از جمله تحقیق در زمینه حیات وحش در حال انقراض در ایران است». در همین بیانیه آمده است: «روند دادرسی این افراد آشکارا ناعادلانه بوده» و این فعالان «از شکنجه و بدرفتاری در طول دوره بازداشت خبر داده‌اند».[۴۲][۴۳]
- سازمان دیده‌بان حقوق بشر روز چهارشنبه ۳۰ بهمن ۱۳۹۸ بیانیه‌ای صادر کرد و خواستار آزادی فوری فعالان محیط زیست زندانی که با گذشت بیش از دو سال بازداشت این کارشناسان محیط زیست هنوز هیچ مدرکی علیه آنها وجود ندارد، شد.[۴۴]
- همزمان با نشست تغییرات اقلیمی گلاسگو تحت نظر سازمان ملل متحد در نوامبر ۲۰۲۱، «کمیته مبارزه برای آزادی زندانیان سیاسی»، ضمن هشدار نسبت به جان فعالان محیط‌زیست در ایران، خواستار فشار دولت‌ها بر جمهوری اسلامی برای آزادی فوری فعالان زیست‌محیطی زندانی در ایران گردید.[۴۵][۴۶]